# Nauka a kreacjonizm
Nauka a kreacjonizm – wydana w 2006 roku książka składająca się z esejów dotyczących kontrowersji pomiędzy kreacjonizmem a teorią ewolucji (inteligentny projekt i ewolucjonizm). Redaktorem jest John Brockman, a autorami – szesnastu naukowców, reprezentujących różne dziedziny wiedzy.
Autorzy – m.in. Jerry A. Coyne, Daniel Dennett, Richard Dawkins – wielokrotnie zwracali uwagę, że spory kreacjonistów z ewolucjonistami są intelektualnie jałowe, a ewolucyjne podejście do problemów naukowych prowadzi do rozwoju wielu różnych dyscyplin. Lee Smolin pisał o ewolucyjnej kosmologii, Steven Pinker – o ewolucyjnej genezie moralności, Tim D. White – o paleoantropologii, Seth Lloyd – o „obliczeniowej mocy Wszechświata”, Nicholas Humphrey – o ewolucji świadomości, Scott Sampson – o znaczeniu ewolucji w ekologii.